# Ercsi tűztorony
Az ercsi tűztorony 1903-ban épült tűzoltótorony Ercsi központjában. Az épület a település egyik szimbólumának számít.

## Története
A 19. századi Ercsiben gyakoriak voltak a tűzesetek az udvarokon felhalmozott széna és szalma miatt. A háztetőket náddal és zsuppal fedték, így kisebb szélmozgás esetén is egész utcák válhattak a tűz martelékává. A tűz oltását tűzoltóság hiányában a lakosok oldották meg, szervezetlenül és kis hatékonysággal. Ezen változtatott az 1881-ben alakult Ercsi Önkéntes Tűzoltó Egylet. Tagsága rendszeresen tartott gyakorlatokat és vett részt szakmai továbbképzéseken. Megalakulásuk után a község segítségével lóvontatású tűzoltófecskendőt és lajtos kocsit szereztek be.
Hogy folyamatos ügyeletet tudjanak tartani, az egylet megbízta a helyi Roth Jakab építési vállalkozót egy tűzoltótorony felépítésével. Az épület 1903-ban készült el historizáló stílusban, a tűzoltók pedig még abban az évben használatba is vették. Az épületen emléktábla hirdeti, hogy az „1903. évben építette a község Károly Zsigmond bíró, Gerő István jegyző, Tschepen Dezső Ö.T.E. főparancsnok hivataloksodása idején Róth Jakab helybeli vállalkozó által.”
Felső szintjén az ügyeletes tűzoltó figyelte a települést és környékét, és ha tüzet észlelt, akkor működésbe hozta az öntöttvas szirénát. A toronyhoz nyugatról tűzoltószertár is csatlakozott, amit az 1960-as években lebontottak.
A épületet 1978-ban, 1998-ban és 2015-ben renoválták. Déli oldalára 2002-ben Szent Flórián-szobor került.

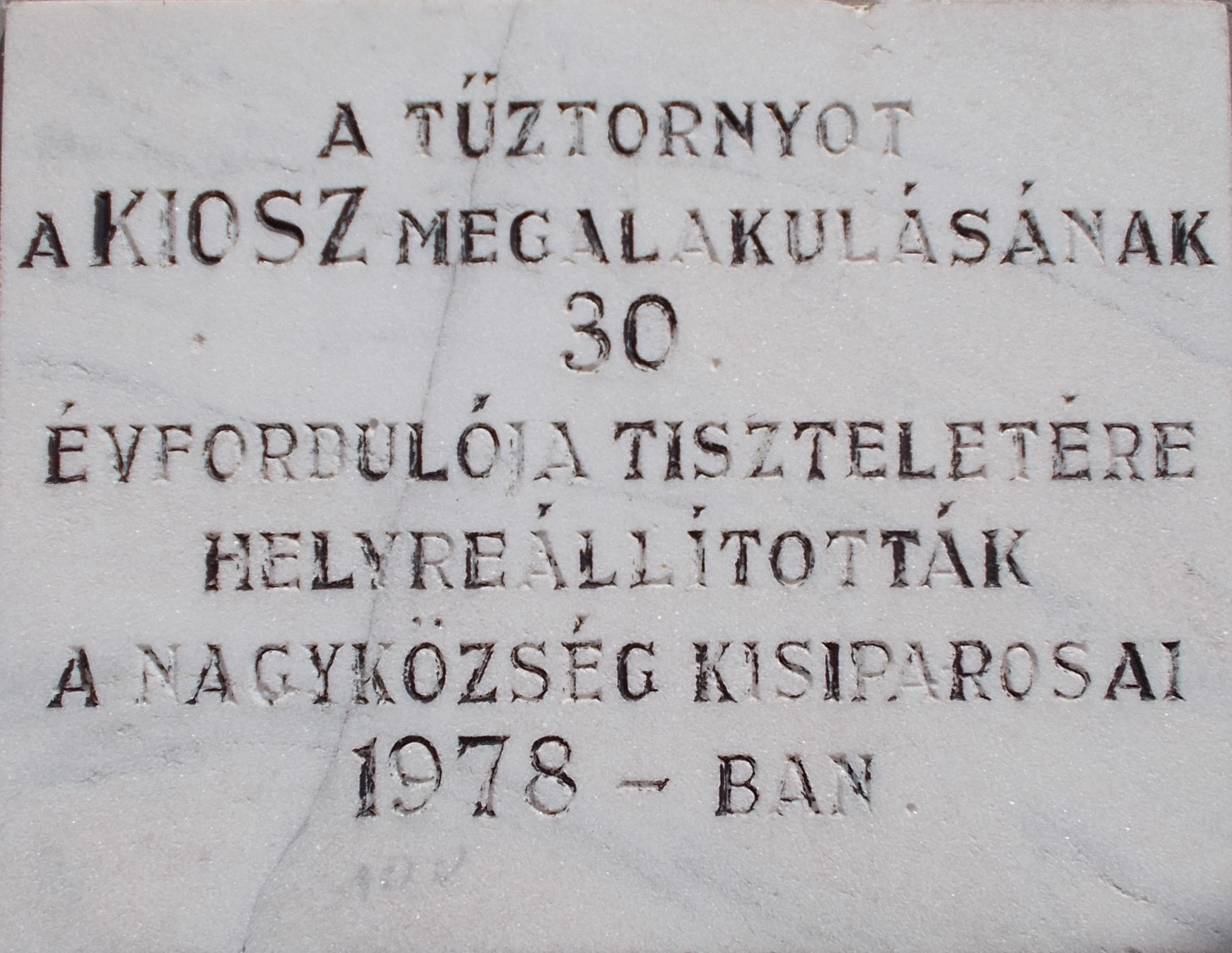
Az 1978-as renoválás emléktáblája (Kisiparosok Országos Szervezete)